# Gage, Oklahoma
Gage är en kommun (town) i Ellis County i Oklahoma. Vid 2020 års folkräkning hade Gage 433 invånare.